# Record di atletica leggera del Commonwealth
I record di atletica leggera del Commonwealth rappresentano le migliori prestazioni di atletica leggera stabilite dagli atleti delle nazioni appartenenti al Commonwealth delle nazioni.

## Maschili
Statistiche aggiornate al 29 luglio 2022.
| 100 m piani             | 9"58 (+0,9 m/s) | Usain Bolt                                                      | Giamaica      | 16 agosto 2009    | Berlino, Germania                  |         |        |             |         |
| 200 m piani             | 19"19 (-0,3 m/s) | Usain Bolt                                                      | Giamaica      | 20 agosto 2009    | Berlino, Germania                  |         |        |             |         |
| 400 m piani             | 43"03 | Wayde van Niekerk                                               | Sudafrica     | 14 agosto 2016    | Rio de Janeiro, Brasile            |         |        |             |         |
| 800 m piani             | 1'40"91 | David Rudisha                                                   | Kenya         | 9 agosto 2012     | Londra, Regno Unito                |         |        |             |         |
| 1 000 m piani           | 2'11"96 | Noah Ngeny                                                      | Kenya         | 5 settembre 1999  | Rieti, Italia                      |         |        |             |         |
| 1 500 m piani           | 3'26"34 | Bernard Lagat                                                   | Kenya         | 24 agosto 2001    | Bruxelles, Belgio                  |         |        |             |         |
| Miglio                  | 3'43"40 | Noah Ngeny                                                      | Kenya         | 7 luglio 1999     | Roma, Italia                       |         |        |             |         |
| 2 000 m piani           | 4'48"74 | John Kemboi Kibowen                                             | Kenya         | 1º agosto 1998    | Hechtel-Eksel, Belgio              |         |        |             |         |
| 3 000 m piani           | 7'20"67 | Daniel Komen                                                    | Kenya         | 1º settembre 1996 | Rieti, Italia                      |         |        |             |         |
| 5 000 m piani           | 12'35"36 | Joshua Cheptegei                                                | Uganda        | 14 agosto 2020    | Principato di Monaco               |         |        |             |         |
| 5 km (strada)           | 12'51" | Joshua Cheptegei                                                | Uganda        | 16 febbraio 2020  | Principato di Monaco               |         |        |             |         |
| 10 000 m piani          | 26'11"00 | Joshua Cheptegei                                                | Uganda        | 7 ottobre 2020    | Valencia, Spagna                   |         |        |             |         |
| 10 km (strada)          | 26'24" | Rhonex Kipruto                                                  | Kenya         | 12 gennaio 2020   | Valencia, Spagna                   |         |        |             |         |
| Mezza maratona          | 57'31" | Jacob Kiplimo                                                   | Uganda        | 21 novembre 2021  | Lisbona, Portogallo                |         |        |             |         |
| 1 ora                   | 21 330 m | Mo Farah                                                        | Gran Bretagna | 4 settembre 2020  | Bruxelles, Belgio                  |         |        |             |         |
| Maratona                | 2h01'39" | Eliud Kipchoge                                                  | Kenya         | 16 settembre 2018 | Berlino, Germania                  |         |        |             |         |
| 50 km (strada)          | 2h40'13" | Stephen Mokoka                                                  | Kenya         | 6 marzo 2022      | Gqeberha, Sudafrica                |         |        |             |         |
| 100 km                  | 6h10'20" | Don Ritchie                                                     | Gran Bretagna | 28 ottobre 1978   | Londra, Regno Unito                |         |        |             |         |
| 110 m ostacoli          | 12"90 (+0,7 m/s) | Omar McLeod                                                     | Giamaica      | 24 giugno 2017    | Kingston, Giamaica                 |         |        |             |         |
| 400 m ostacoli          | 47"10 | Samuel Matete                                                   | Zambia        | 7 agosto 1991     | Zurigo, Svizzera                   |         |        |             |         |
| 3 000 m siepi           | 7'53"64 | Brimin Kipruto                                                  | Kenya         | 22 luglio 2011    | Principato di Monaco               |         |        |             |         |
| Salto in alto           | 2,40 m | Derek Drouin                                                    | Canada        | 25 aprile 2014    | Des Moines, Stati Uniti d'America  |         |        |             |         |
| Salto con l'asta        | 6,05 m | Dmitri Markov                                                   | Australia     | 9 agosto 2001     | Edmonton, Canada                   |         |        |             |         |
| Salto in lungo          | 8,69 m (+0,5 m/s) | Tajay Gayle                                                     | Giamaica      | 28 settembre 2019 | Doha, Qatar                        |         |        |             |         |
| Salto triplo            | 18,29 m (+1,3 m/s) | Jonathan Edwards                                                | Gran Bretagna | 7 agosto 1995     | Göteborg, Svezia                   |         |        |             |         |
| Getto del peso          | 22,90 m | Tomas Walsh                                                     | Nuova Zelanda | 5 ottobre 2019    | Doha, Qatar                        |         |        |             |         |
| Lancio del disco        | 70,78 m | Fredrick Dacres                                                 | Giamaica      | 16 giugno 2019    | Rabat, Marocco                     |         |        |             |         |
| Lancio del martello     | 80,63 m | Chris Harmse                                                    | Sudafrica     | 15 aprile 2005    | Durban, Sudafrica                  |         |        |             |         |
| Lancio del giavellotto  | 93,07 m | Anderson Peters                                                 | Grenada       | 13 maggio 2022    | Doha, Qatar                        |         |        |             |         |
| Decathlon               | 8 847 p. | Daley Thompson                                                  | Gran Bretagna | 8 agosto 1984     | Los Angeles, Stati Uniti d'America |         |        |             |         |
| Decathlon               | \| 100 m (v.) \| Lungo (v.) \| Peso \| Alto \| 400 m \| 110 m hs (v.) \| Disco \| Asta \| Giavellotto \| 1500 m \| \| ---------- \| ---------- \| ------- \| ------ \| ----- \| ------------- \| ------- \| ------ \| ----------- \| ------- \| \| 10"44 \| 8,01 m \| 15,72 m \| 2,03 m \| 46"97 \| 14"33 \| 46,56 m \| 5,00 m \| 65,24 m \| 4'35"00 \| |                                                                 |               |                   |                                    |         |        |             |         |
| Marcia 20 000 m (pista) | 1h19'48"1(m) | Nathan Deakes                                                   | Australia     | 4 settembre 2001  | Brisbane, Australia                |         |        |             |         |
| Marcia 20 km (strada)   | 1h17'33" | Nathan Deakes                                                   | Australia     | 23 aprile 2005    | Cixi, Cina                         |         |        |             |         |
| Marcia 35 km (strada)   | 2h25'02" | Evan Dunfee                                                     | Canada        | 24 luglio 2022    | Eugene, Stati Uniti d'America      |         |        |             |         |
| Marcia 50 000 m (pista) | 3h43'50"0 | Simon Baker                                                     | Australia     | 9 settembre 1990  | Melbourne, Australia               |         |        |             |         |
| Marcia 50 km (strada)   | 3h35'47" | Nathan Deakes                                                   | Australia     | 2 dicembre 2006   | Geelong, Australia                 |         |        |             |         |
| Staffetta 4×100 m       | 36"84 | Nesta Carter Michael Frater Yohan Blake Usain Bolt              | Giamaica      | 11 agosto 2012    | Londra, Regno Unito                |         |        |             |         |
| Staffetta 4×200 m       | 1'18"63 | Nickel Ashmeade Warren Weir Jermaine Brown Yohan Blake          | Giamaica      | 24 maggio 2014    | Nassau, Bahamas                    |         |        |             |         |
| Staffetta 4×400 m       | 2'56"60 | Iwan Thomas Jamie Baulch Mark Richardson Roger Black            | Gran Bretagna | 3 agosto 1996     | Atlanta, Stati Uniti d'America     |         |        |             |         |
| Staffetta 4×800 m       | 7'02"43 | Joseph Mutua William Yiampoy Ismael Kombich Wilfred Bungei      | Kenya         | 25 agosto 2006    | Bruxelles, Belgio                  |         |        |             |         |
| Staffetta 4×1 500 m     | 14'22"22 | Collins Cheboi Silas Kiplagat James Kiplagat Magut Asbel Kiprop | Kenya         | 25 maggio 2014    | Nassau, Bahamas                    |         |        |             |         |
| 100 m (v.)              | Lungo (v.) | Peso                                                            | Alto          | 400 m             | 110 m hs (v.)                      | Disco   | Asta   | Giavellotto | 1500 m  |
| 10"44                   | 8,01 m | 15,72 m                                                         | 2,03 m        | 46"97             | 14"33                              | 46,56 m | 5,00 m | 65,24 m     | 4'35"00 |

## Femminili
Statistiche aggiornate al 29 luglio 2022.
| Specialità              | Prestazione | Atleta                                                                         | Nazione          | Data              | Luogo                               |         |
| ----------------------- | --- | ------------------------------------------------------------------------------ | ---------------- | ----------------- | ----------------------------------- | ------- |
| 100 m piani             | 10"54 (+0,9 m/s) | Elaine Thompson-Herah                                                          | Giamaica         | 21 agosto 2021    | Eugene, Stati Uniti d'America       |         |
| 200 m piani             | 21"45 (+0,6 m/s) | Shericka Jackson                                                               | Giamaica         | 21 luglio 2022    | Eugene, Stati Uniti d'America       |         |
| 400 m piani             | 48"63 | Shaunae Miller-Uibo                                                            | Bahamas          | 6 agosto 2021     | Tokyo, Giappone                     |         |
| 800 m piani             | 1'54"01 | Pamela Jelimo                                                                  | Kenya            | 29 agosto 2008    | Zurigo, Svizzera                    |         |
| 1000 m piani            | 2'29"15 | Faith Kipyegon                                                                 | Kenya            | 14 agosto 2020    | Principato di Monaco                |         |
| 1 500 m piani           | 3'51"07 | Faith Kipyegon                                                                 | Kenya            | 9 luglio 2021     | Principato di Monaco                |         |
| Miglio                  | 4'16"15 | Hellen Obiri                                                                   | Kenya            | 22 luglio 2018    | Londra, Regno Unito                 |         |
| 2 000 m piani           | 5'26"93 | Yvonne Murray                                                                  | Gran Bretagna    | 8 luglio 1994     | Edimburgo, Regno Unito              |         |
| 3 000 m piani           | 8'20"68 | Hellen Obiri                                                                   | Kenya            | 9 maggio 2014     | Doha, Qatar                         |         |
| 5 000 m piani           | 14'18"37 | Helle Obiri                                                                    | Kenya            | 8 giugno 2017     | Roma, Italia                        |         |
| 5 km (strada)           | 14'32"(+) | Joyciline Jepkosgei                                                            | Kenya            | 9 settembre 2017  | Praga, Repubblica Ceca              |         |
| 5 km (strada)           | 14'43"(mx) | Beatrice Chepkoech                                                             | Kenya            | 14 febbraio 2021  | Principato di Monaco                |         |
| 10 000 m piani          | 29'32"53 | Vivian Cheruiyot                                                               | Kenya            | 12 agosto 2016    | Rio de Janeiro, Brasile             |         |
| 10 km (strada)          | 29'43"(mx) | Joyciline Jepkosgei                                                            | Kenya            | 9 settembre 2017  | Praga, Repubblica Ceca              |         |
| 10 km (strada)          | 30'01"(wo) | Agnes Tirop                                                                    | Kenya            | 12 settembre 2021 | Herzogenaurach, Germania            |         |
| 1 ora                   | 18 341 m | Eva Cherono                                                                    | Kenya            | 4 settembre 2020  | Bruxelles, Belgio                   |         |
| Mezza maratona          | 1h04'49"(mx) | Brigid Kosgei                                                                  | Kenya            | 21 febbraio 2020  | Ras Al Khaimah, Emirati Arabi Uniti |         |
| Mezza maratona          | 1h05'16"(wo) | Peres Jepchirchir                                                              | Kenya            | 17 ottobre 2020   | Gdynia, Polonia                     |         |
| Maratona                | 2h14'04"(mx) | Brigid Kosgei                                                                  | Kenya            | 13 ottobre 2019   | Chicago, Stati Uniti d'America      |         |
| Maratona                | 2h17'01"(wo) | Mary Keitany                                                                   | Kenya            | 23 aprile 2017    | Londra, Regno Unito                 |         |
| 100 m ostacoli          | 12"12 (+0,9 m/s) | Tobi Amusan                                                                    | Nigeria          | 24 luglio 2022    | Eugene, Stati Uniti d'America       |         |
| 400 m ostacoli          | 52"42 | Melaine Walker                                                                 | Giamaica         | 20 agosto 2009    | Berlino, Germania                   |         |
| 3 000 m siepi           | 8'44"32 | Beatrice Chepkoech                                                             | Kenya            | 20 luglio 2018    | Principato di Monaco                |         |
| Salto in alto           | 2,06 m | Hestrie Cloete                                                                 | Sudafrica        | 31 agosto 2003    | Saint Denis, Francia                |         |
| Salto con l'asta        | 4,94 m | Eliza McCartney                                                                | Nuova Zelanda    | 17 luglio 2018    | Jockgrim, Germania                  |         |
| Salto in lungo          | 7,16 m (-0,1 m/s) | Elva Goulbourne                                                                | Giamaica         | 22 maggio 2004    | Città del Messico, Messico          |         |
| Salto triplo            | 15,39 m (+0,5 m/s) | Françoise Mbango Etone                                                         | Camerun          | 17 agosto 2008    | Pechino, Cina                       |         |
| Getto del peso          | 21,24 m | Valerie Adams                                                                  | Nuova Zelanda    | 29 agosto 2011    | Taegu, Corea del Sud                |         |
| Lancio del disco        | 69,64 m | Dani Stevens                                                                   | Australia        | 13 agosto 2017    | Londra, Regno Unito                 |         |
| Lancio del martello     | 75,73 m | Sultana Frizell                                                                | Canada           | 22 maggio 2014    | Tucson, Stati Uniti d'America       |         |
| Lancio del giavellotto  | 69,35 m | Sunette Viljoen                                                                | Sudafrica        | 9 giugno 2012     | New York, Stati Uniti d'America     |         |
| Eptathlon               | 6 981 p. | Katerina Johnson-Thompson                                                      | Inghilterra      | 4 ottobre 2019    | Doha, Qatar                         |         |
| Eptathlon               | \| 100 m hs (v.) \| Alto \| Peso \| 200 m (v.) \| Lungo (v.) \| Giavellotto \| 800 m \| \| ---------------- \| ------ \| ------- \| ---------------- \| ----------------- \| ----------- \| ------- \| \| 13"09 (+0,6 m/s) \| 1,95 m \| 13,86 m \| 23"08 (+1,0 m/s) \| 6,77 m (+0,2 m/s) \| 43,93 m \| 2'07"16 \| |                                                                                |                  |                   |                                     |         |
| Marcia 10 000 m (pista) | 41'57"22 | Kerry Saxby-Junna                                                              | Australia        | 24 luglio 1990    | Seattle, Stati Uniti d'America      |         |
| Marcia 20 000 m (pista) | 1h33'40"2 | Kerry Saxby-Junna                                                              | Australia        | 6 settembre 2001  | Brisbane, Australia                 |         |
| Marcia 20 km (strada)   | 1h27'44" | Jane Saville                                                                   | Australia        | 2 maggio 2004     | Naumburg, Germania                  |         |
| Marcia 50 km (strada)   | 4h09'33" | Claire Tallent                                                                 | Australia        | 5 maggio 2018     | Taicang, Cina                       |         |
| Staffetta 4×100 m       | 41"02 | Briana Williams Elaine Thompson-Herah Shelly-Ann Fraser-Pryce Shericka Jackson | Giamaica         | 6 agosto 2021     | Tokyo, Giappone                     |         |
| Staffetta 4×200 m       | 1'29"04 | Jura Levy Shericka Jackson Sashalee Forbes Elaine Thompson-Herah               | Giamaica         | 22 aprile 2017    | Nassau, Bahamas                     |         |
| Staffetta 4×400 m       | 3'18"71 | Rosemarie Whyte Davita Prendagast Novlene Williams-Mills Shericka Williams     | Giamaica         | 3 September 2011  | Taegu, Corea del Sud                |         |
| Staffetta 4×800 m       | 8'04"28 | Agatha Jeruto Sylvia Chematui Chesebe Janeth Jepkosgei Eunice Jepkoech Sum     | Kenya            | 25 maggio 2014    | Nassau, Bahamas                     |         |
| Staffetta 4×1500 m      | 16'33"58 | Mercy Cherono Faith Kipyegon Irene Jelagat Hellen Obiri                        | Kenya            | 24 maggio 2014    | Chiba, Giappone                     |         |
| 100 m hs (v.)           | Alto | Peso                                                                           | 200 m (v.)       | Lungo (v.)        | Giavellotto                         | 800 m   |
| 13"09 (+0,6 m/s)        | 1,95 m | 13,86 m                                                                        | 23"08 (+1,0 m/s) | 6,77 m (+0,2 m/s) | 43,93 m                             | 2'07"16 |